# Janine Steeger

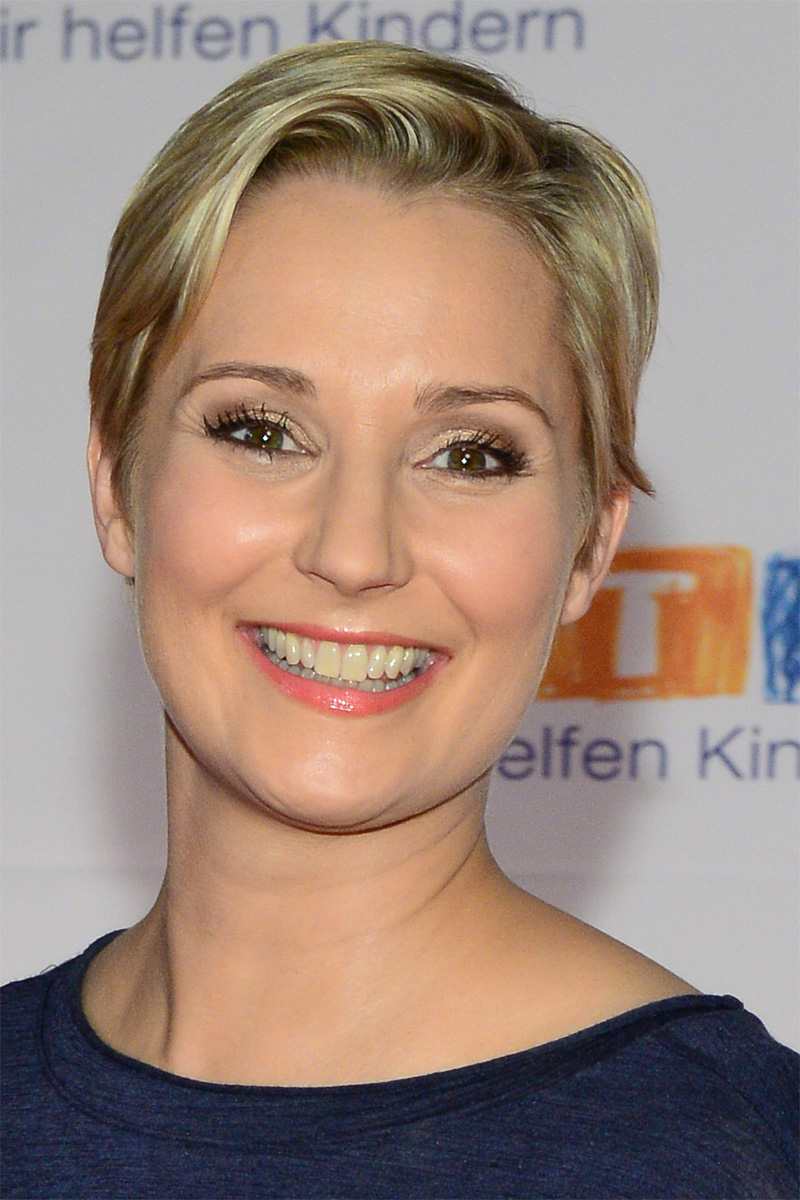
Janine Steeger beim RTL-Spendenmarathon (November 2014)

Janine Steeger (* 19. Juli 1976 in Engelskirchen) ist eine deutsche Fernsehmoderatorin und Journalistin.

## Leben
Nach dem Abitur 1996 in Engelskirchen studierte sie in Köln Politik, Germanistik und Geographie. Erste journalistische Erfahrungen sammelte sie beim nordrhein-westfälischen Lokalradio Radio Berg. Von 1998 bis 2000 absolvierte sie eine Ausbildung zur Werbekauffrau.
Nach einem Volontariat beim Münchner Fernsehsender ProSieben arbeitete sie ab 2000 als Reporterin beim RTL-Magazin Explosiv – Das Magazin. Ab Juni 2002 moderierte sie aus Hamburg das RTL-Regionalfenster Guten Abend RTL für Hessen, das sie ab Januar 2005 ebenfalls aus Hamburg überregional moderierte.
Von Januar bis Dezember 2006 war sie Live-Reporterin und Redakteurin beim Sat.1-Magazin Akte – Reporter decken auf, moderiert von Ulrich Meyer.
Wiederum als Moderatorin war sie beim Mitteldeutschen Rundfunk (MDR) zu sehen. Dort moderierte Steeger 2007 die Sendung Sachsenspiegel.
Am 31. März 2008 kehrte sie zu RTL zurück und moderierte als Nachfolgerin von Markus Lanz Explosiv – Das Magazin. Zu Beginn des Jahres 2015 machte sie bekannt, dass sie ihren Arbeitsvertrag mit RTL gekündigt habe. Ihre letzte Explosiv-Sendung moderierte sie am 7. März 2015.
Zur Kündigung sagte sie: „Ich habe auf meinem eigenen Weg in ein nachhaltigeres Leben irgendwann sogar meinen gut bezahlten, einstigen Traumjob als Fernsehmoderatorin gekündigt, weil ich mit meinen Herzensthemen im Sender nicht landen konnte. Danach habe ich angefangen als Eventmoderatorin mit Themenschwerpunkt Umweltschutz und Nachhaltigkeit zu arbeiten.“
Seitdem arbeitet sie auch als freie Journalistin. Von ihr moderierte Veranstaltungen sind unter anderen die „Jahrestagung des Gebäudeforum der Deutschen Energieagentur“ oder das „Herbstforum Altbau von Zukunft Altbau“.
Daneben arbeitet Steeger bei der Kampagne „Vergiss Aids nicht“ mit, indem sie unter anderem in deren Fernsehspots auftritt.
2020 erschien ihr Buch Going Green: Warum man nicht perfekt sein muss, um das Klima zu schützen.